# Vlasina Stojkovićeva
Vlasina Stojkovićeva (cyr. Власина Стојковићева) – wieś w Serbii, w okręgu pczyńskim, w gminie Surdulica. W 2011 roku liczyła 164 mieszkańców.